# چیانگ چینگ-کو
چیانگ چینگ-کو (انگلیسی: Chiang Ching-kuo؛ زادهٔ ۲۷ آوریل ۱۹۱۰ – درگذشتهٔ ۱۳ ژانویه ۱۹۸۸) سیاستمدار اهل تایوان که از ۲۰ مه ۱۹۷۸ تا هنگام مرگش در ۱۳ ژانویه ۱۹۸۸ رئیس‌جمهور این کشور بود.
او پسر چیانگ کای‌شک رهبر سیاسی و نظامی چین، بود.

## درگذشت
چیانگ چینگ-کو در ۱۳ ژانویه ۱۹۸۸ در سن ۷۷ سالگی بر اثر نارسایی قلبی درگذشت.